# 袁女正
袁女正（？—？），陈郡阳夏人，袁冲的女儿，袁耽和袁女皇的妹妹。
袁女皇嫁给了殷浩，袁女正给了谢尚，袁耽对桓温说：“真恨不得还有一个妹妹嫁给你！”